# Xiong Ni
Xiong Ni (Changsha, 24 de janeiro de 1974) foi um saltador ornamental chinês que competiu em provas de saltos ornamentais por seu país.
Xiong é o detentor de cinco medalhas olímpicas, conquistadas em quatro edições diferentes. Na primeira, os Jogos de Seoul, em 1988, foi medalhista de prata na plataforma de 10 m. Quatro anos mais tarde, em Barcelona, conquistou o bronze no mesmo aparelho. Nas Olimpíadas de Atlanta, disputadas aos 22, saiu-se vitorioso em uma prova pela primeira vez: o trampolim de 3 m. Em 2000, sua última edição olímpica, tornou-se bicampeão do trampolim e campeão do trampolim sincronizado.